# Arrondissement Ajaccio
Arrondissement Ajaccio (fr. Arrondissement d'Ajaccio) je správní územní jednotka ležící v departementu Corse-du-Sud a regionu Korsika ve Francii. Člení se dále na 14 kantonů a 80 obcí.

## Kantony
- Ajaccio-1
- Ajaccio-2
- Ajaccio-3
- Ajaccio-4
- Ajaccio-5
- Ajaccio-6
- Ajaccio-7
- Bastelica
- Celavo-Mezzana
- Cruzini-Cinarca
- Les Deux-Sevi
- Les Deux-Sorru
- Santa-Maria-Siché
- Zicavo